# Leyen (Adelsgeschlecht)

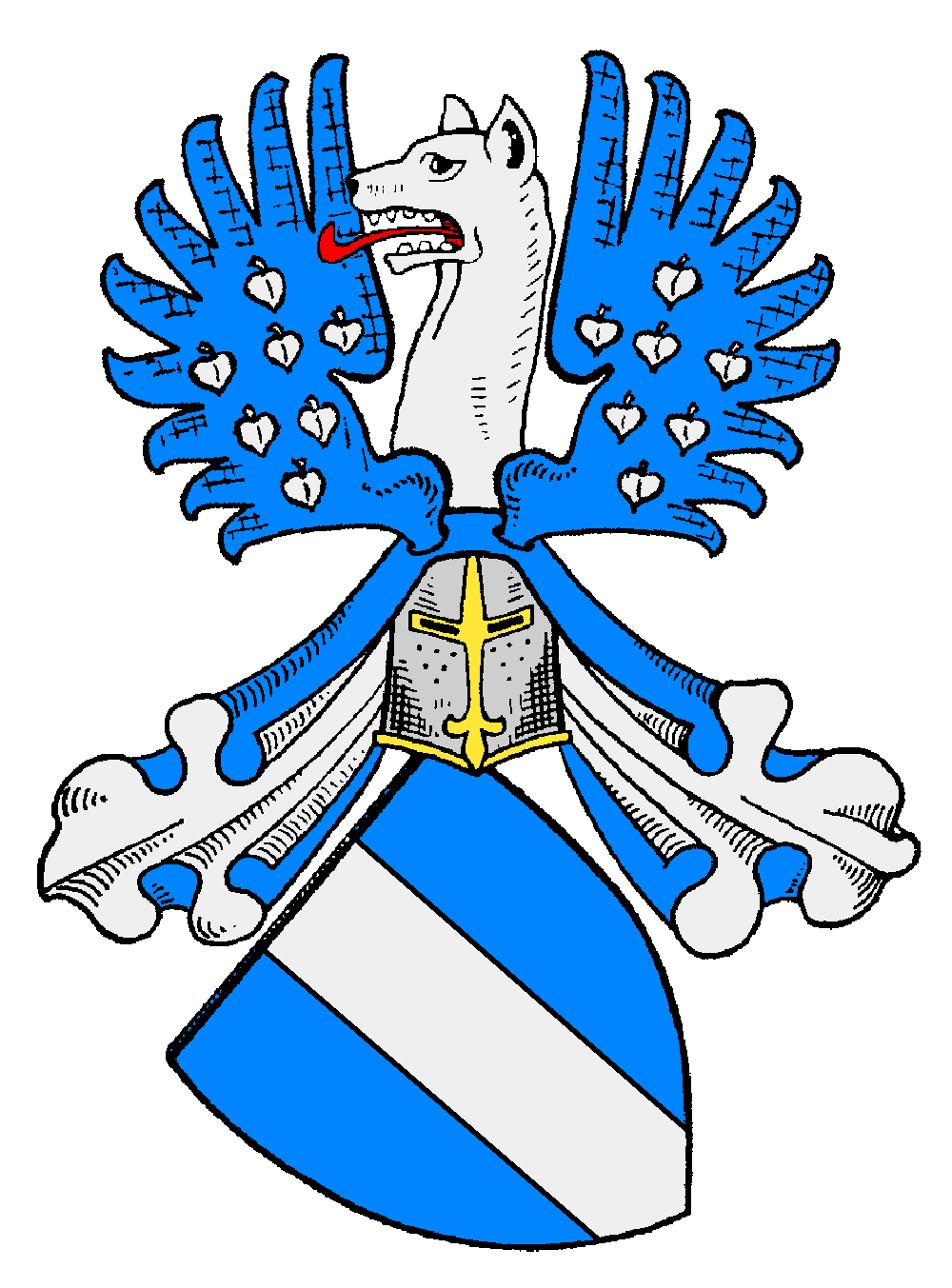
Stammwappen derer von der Leyen

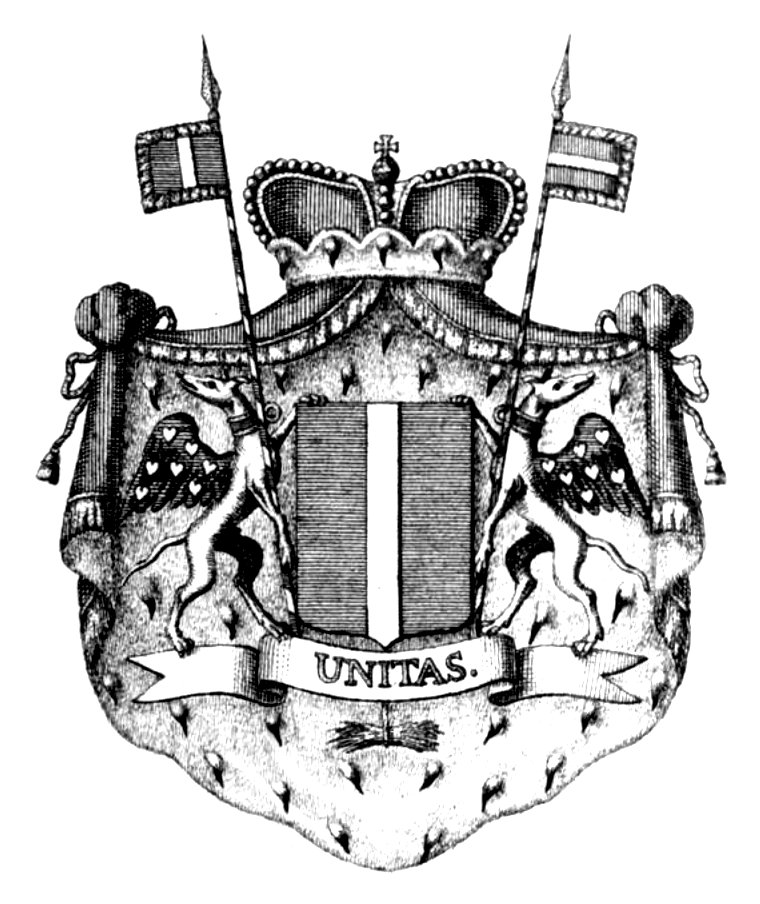
Fürstliches Wappen derer von der Leyen

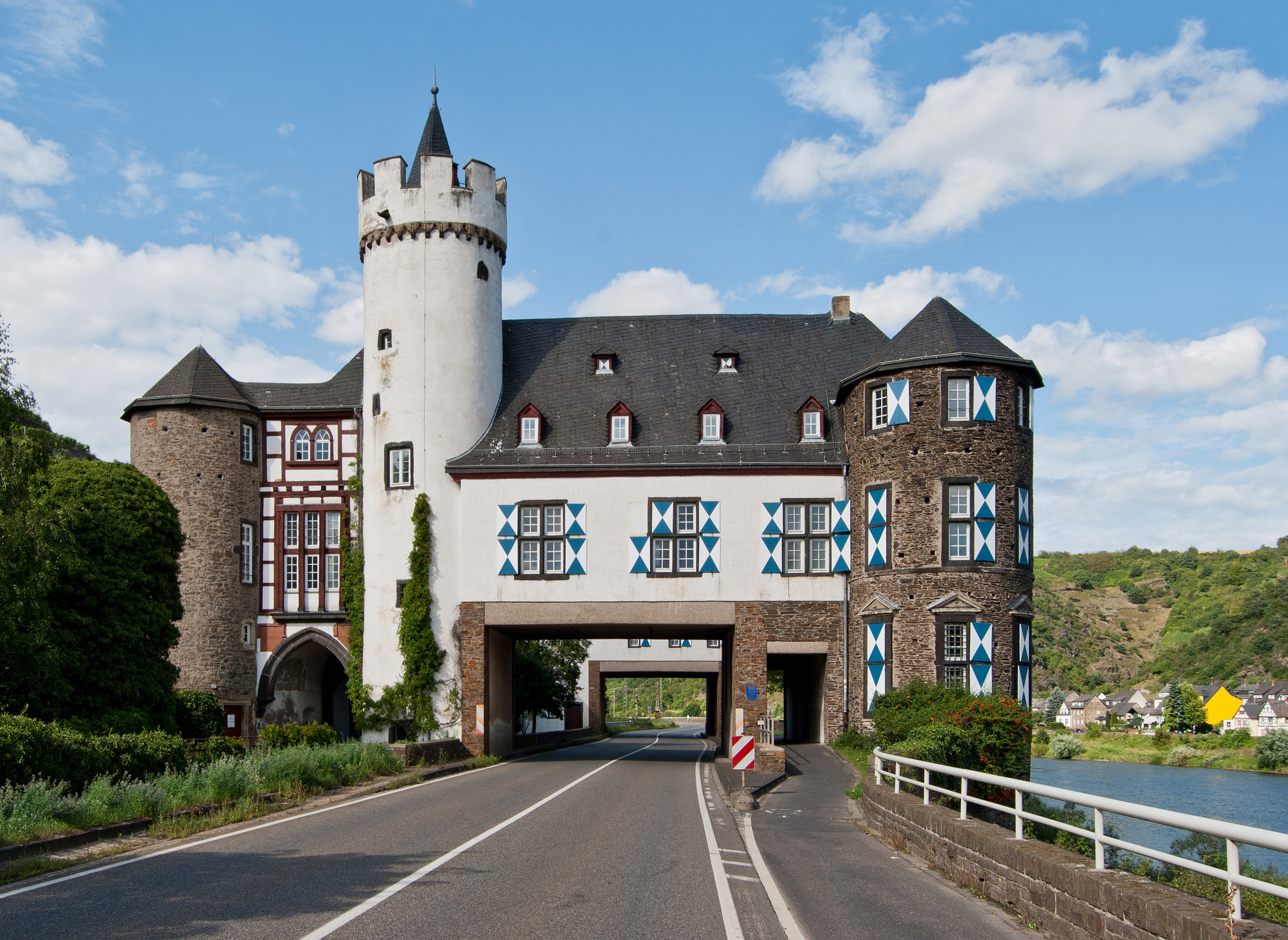
Die Oberburg in Gondorf an der Mosel, Stammsitz des Hauses von der Leyen (mit der Durchfahrt der B 416)

Das Haus von der Leyen ist ein von der Mosel stammendes Geschlecht des Hochadels. Stammburg ist die Oberburg in Gondorf (auch Schloss (von der) Leyen genannt), das einzige Wasserschloss an der Mosel. Die Leyen waren Erbtruchsessen im Kurfürstentum Trier. Das Geschlecht ist 1971 mit Ferdinand Maria Prinz von der Leyen im Mannesstamm erloschen. Das Haus besteht jedoch infolge von Adoption fort: Fürst Erwein III adoptierte 1969 den Sohn seiner Tochter. Keine Verwandtschaft besteht mit der nicht dem Hochadel angehörigen Familie von der Leyen.

## Herkunft und Werdegang

### Herren von der Leyen
Das Geschlecht von der Leyen stammt von der Burg Leyen (auch Oberburg genannt) an der Mosel und nannte sich bis 1500 auch de Guntravia („von Gondorf“) oder de Petra. Die Burg Leyen wurde wahrscheinlich im 12. Jahrhundert erbaut, jedoch erst 1272 urkundlich genannt: Sie saßen „in dem Huse zu der Leyen uf der Musele gelegen“. Die von der Leyen waren zunächst Dienstleute bzw. Ministeriale der Erzbischöfe von Trier, die alle im Dreieck Rhein-Mosel-Saar auftreten. 1320 ist Siebrecht von der Leyen zu Gondorf Lehensnehmer Graf Wilhelms I. von Katzenelnbogen. Er erhält u. a. einen Weinberg als Lehen. 1448 wird Johann von der Leyen auf der Stammburg der Grafen von Katzenelnbogen erwähnt. Nach deren Aussterben und der vollständigen Zerstörung der Burg durch einen Brand baut die Familie von der Leyen die heutige Burg Katzenelnbogen, Von der Leyen’sches Haus genannt, 1584 wieder auf.
Durch Heirat 1456 von Georg I. von der Leyen (1434–1509), Sohn Johanns von der Leyen († um 1455) und Kunigunde von Eltz († 1460), mit Eva von Mauchenheim zu Zweibrücken († 1512), aus einem Geschlecht von einfachen Burgmannen der Grafen von Zweibrücken, bekam das Geschlecht von der Leyen ein zusätzliches Standbein im Bliesgau (im heutigen Saarland), wo es 1486 unter anderem einen Teil der Burg Blieskastel erbte. Das Paar hatte unter anderem die Söhne Simon von der Leyen (1471–1512), vom 31. Mai 1491 bis 8. April 1512 der 22. Abt (unter dem Namen Simon de Petra) in Maria Laach, Werner von der Leyen († 23. März 1512), Bartholomäus I. von der Leyen († 1540), kurkölnischer Rat und Amtmann (1529–1540) in Andernach, und Johann I. von der Leyen. Im Jahre 1512 starben demnach Eva, die Ehefrau Georgs I. von der Leyen, und zwei seiner Söhne. Ebenfalls durch die Verbindung mit den Mauchenheimern erbten die von der Leyen 1481 die zunächst viel näher liegende Herrschaft Saffig, ein kurkölnisches Lehen. (In Saffig entstand eine eigene Linie derer von der Leyen, die 1703 mit dem Freiherrn Karl Kaspar von der Leyen erlosch. Die kurkölnische Unterherrschaft Saffig fiel dann an die ältere Linie der Grafen von der Leyen.) Georg I. von der Leyen baute 1479 durch den zusätzlichen Kauf des Dadenberger Hofs von den Rittern von Dattenberg bei Linz den seit einer Erbschaft 1444 bestehenden geringfügigen Besitz in Nickenich entscheidend aus. 1484 oder 1485 erwarben die von der Leyen die Burg Adendorf, 1525 die nahe gelegene Burg Münchhausen mit Schäferei.

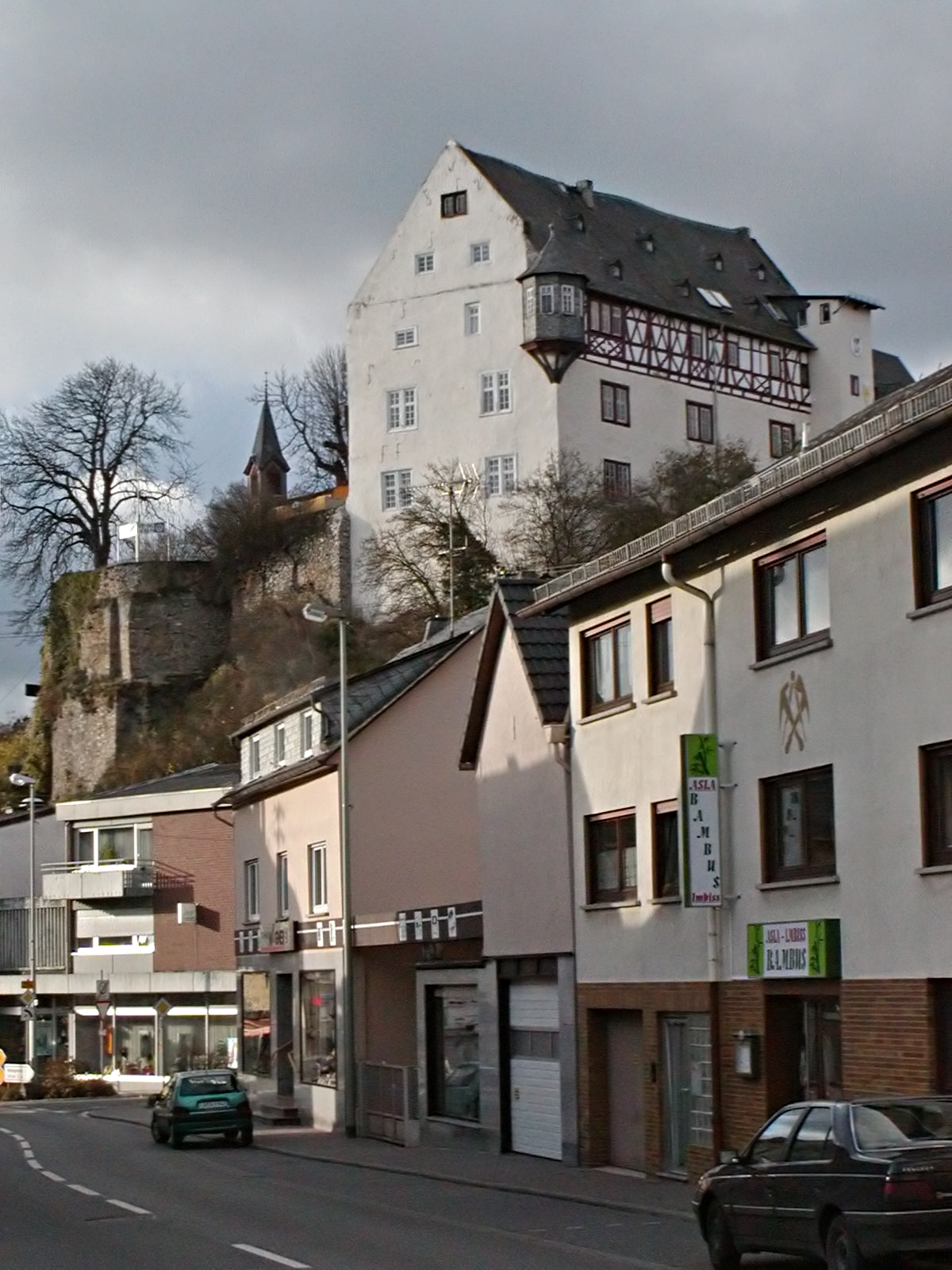
Burg Katzenelnbogen
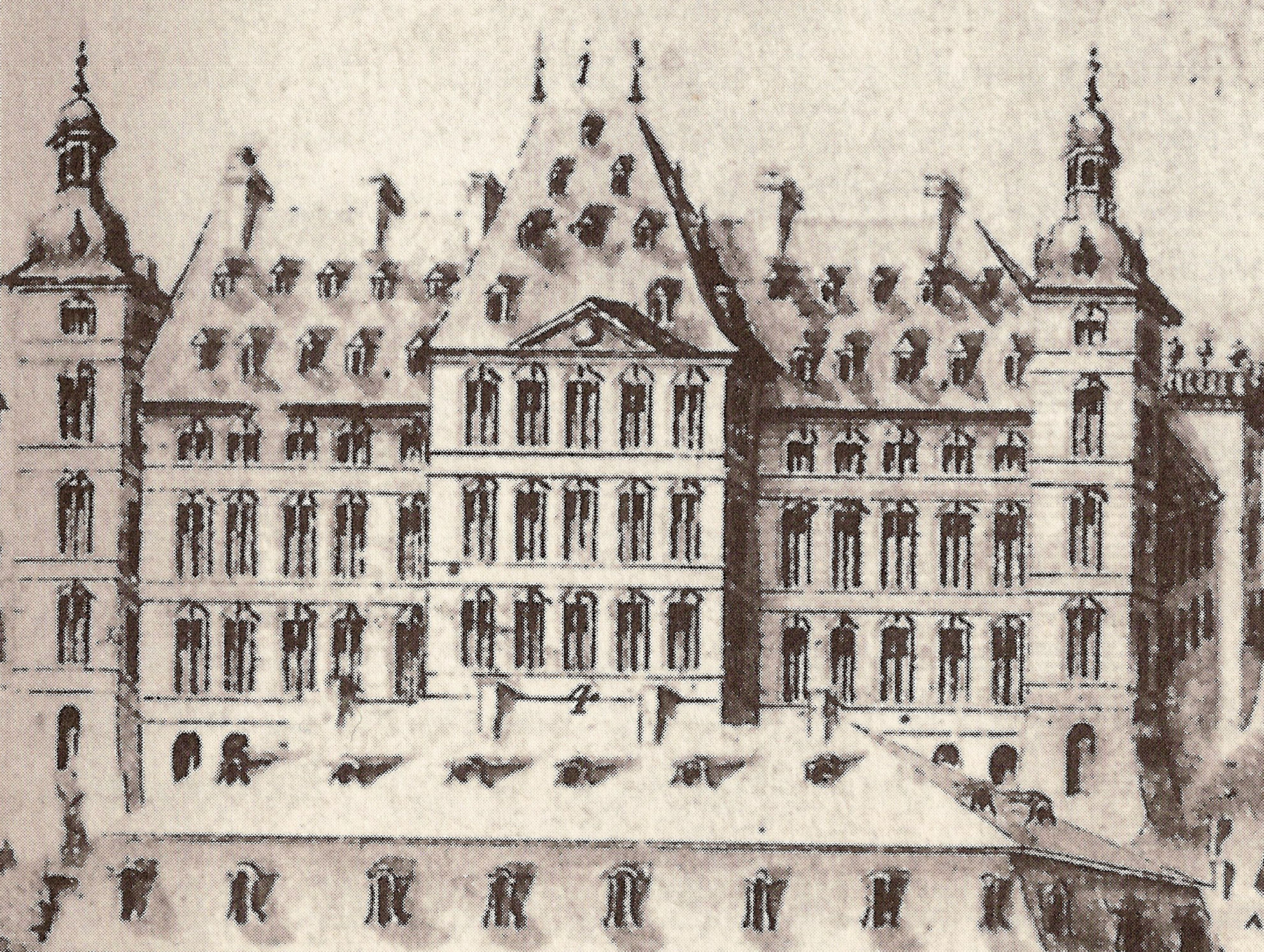
Schloss Blieskastel
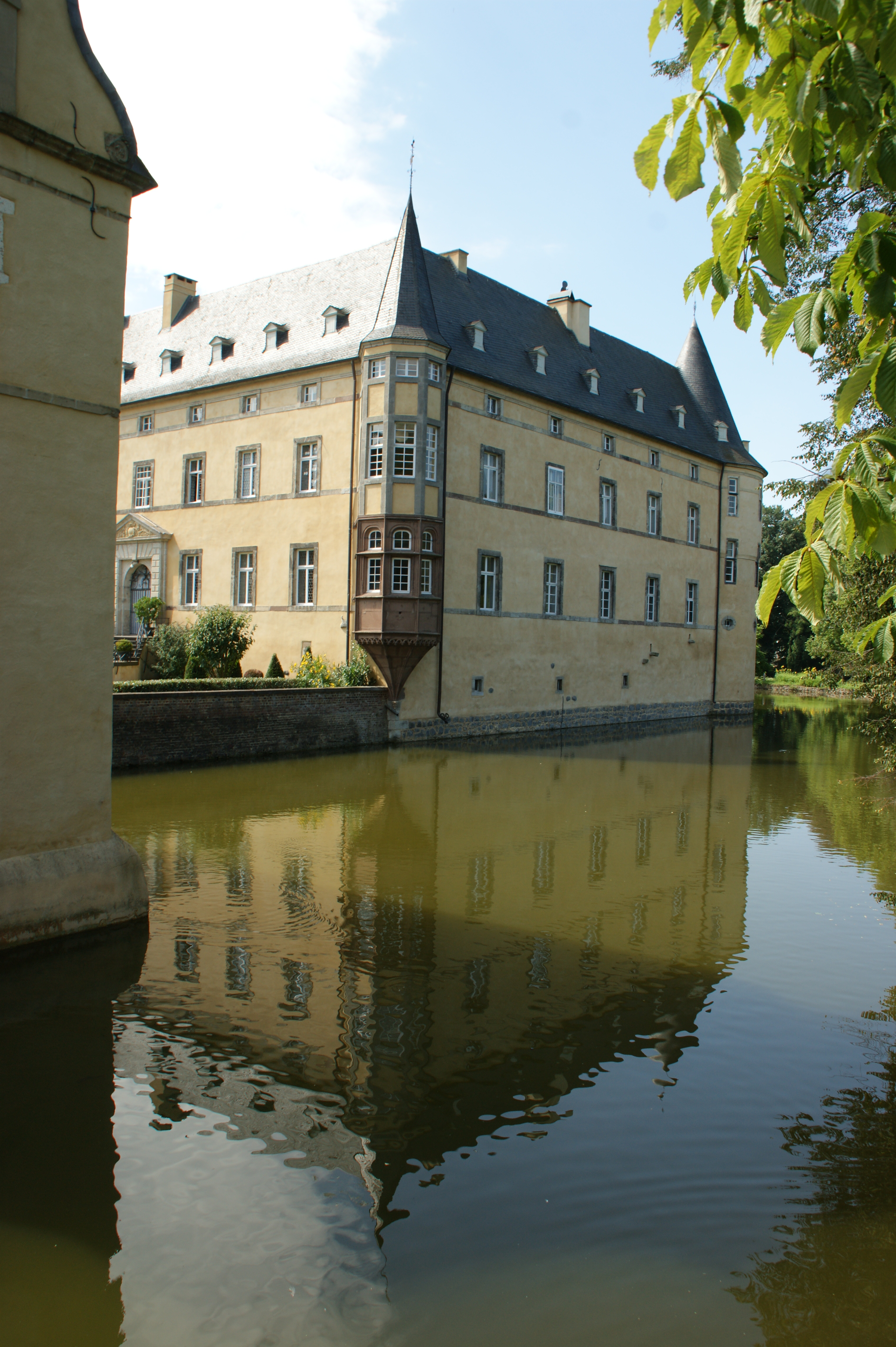
Burg Adendorf
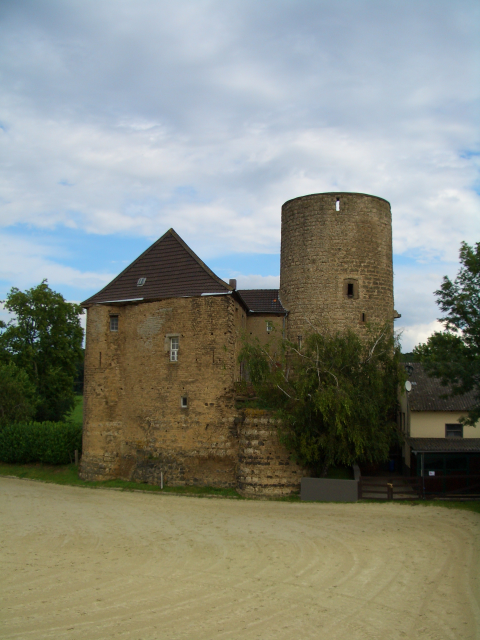
Burg Münchhausen

1512 wurde der Abt Simon von der Leyen (Sohn von Georg I. von der Leyen), 22. Abt der Abtei Laach, angeblich von einer Hexe mittels eines vergifteten Käses ermordet.
Das Ansehen der Familie wuchs weiter, als Johann II. von der Leyen (1510–1567), jüngster Sohn des Bartholomäus I. von der Leyen aus der Linie von der Leyen-Saffig und dessen Gemahlin Katharina von Palandt, 1556 als Johann VI. von der Leyen zum Kurfürsten und Erzbischof von Trier (1556–1567) gewählt wurde.
Ende des 16. Jahrhunderts spalteten sich von der Hauptlinie, bei der der zu dieser Zeit bedeutendste Besitz Saffig verblieb, zwei Nebenlinien ab: von der Leyen zu Wachtberg-Adendorf und von der Leyen zu Nickenich auf der Pellenz (das Dorf Nickenich war eng mit der Abtei Maria Laach verbunden). Der Enkel Bartholomäus’ I. von der Leyen, Georg III. von der Leyen, war wie jener und sein Vater Georg II. von der Leyen (Rat von 1540–~1584) kurkölnischer Rat und Amtmann in Andernach (~1584–1612) und erbaute das „von der Leyensche Haus“, heute Stadtmuseum, im Jahre 1600.

### Freiherren von der Leyen
Der zweite Kurfürst von Trier aus dem Geschlecht der von der Leyen (aus der Nebenlinie zu Adendorf), Karl Kaspar von der Leyen (1652–1676), förderte sehr gezielt die Mitglieder seiner Familie und den Besitzstand seines Geschlechtes, das 1653 von Kaiser Ferdinand III. in den Reichsfreiherrenstand erhoben wurde. 1654 machte er seinen jüngeren Bruder Damian Hartard von der Leyen, den späteren Kurfürst von Mainz (1675–1678), zum Propst und Archidiakon von Karden innerhalb des Erzbistums Trier. 1660 belehnte er seinen anderen Bruder Hugo Ernst von der Leyen mit dem kurtrierischen Amt Blieskastel. Damit besaß die Familie eine eigene Herrschaft mit Gerichts- und Besteuerungsrechten.
Die einflussreichen und durch die Möglichkeiten ihrer Ämter reichen Brüder kauften gezielt ein möglichst geschlossenes Territorium um Blieskastel auf: 1655 Ommersheim, Heckendalheim und die Meierei Webenheim, 1656 die Herrschaft Medelsheim, 1657–1664 Wölferdingen und die helmstättische Hälfte von St. Ingbert, 1659 das Schloss Wecklingen, 1667 die Herrschaft Forbach und 1670 Gersheim.
Am 15. September 1653 verpfändete der Trierer Kurfürst Karl Kaspar von der Leyen seinem Vetter Lothar Ferdinand von der Leyen den Flecken Nickenich für 2000 Taler. Erst 1728 wurde das Pfand seitens Kurtriers wieder eingelöst. Weiterhin belehnte Erzbischof Karl Kaspar von der Leyen den Sohn seines Bruders Hugo Ernst von der Leyen († 1665), Karl Kaspar von der Leyen (* 1655; † 1739), mit der kurtrierischen Herrschaft Arenfels, zu der u. a. Hönningen gehörte. Zu seinem eigenen Nachfolger als Kurfürst von Trier bestimmte er seinen anderen Neffen Johann Hugo von Orsbeck. Erzbischof Karl Kaspar von der Leyen beendete die Hexenverfolgung innerhalb des Erzbistums Trier durch geheime Anordnung.
Direkt benachbart zu der Herrschaft Arenfels kaufte Damian Hartard von der Leyen 1678 das kurkölnische Amt Neuerburg mit Waldbreitbach an der Wied (nicht für das Erzbistum Mainz, sondern für die von der Leyen) als Pfand, das allerdings 1740 von Kurköln wieder eingelöst wurde.

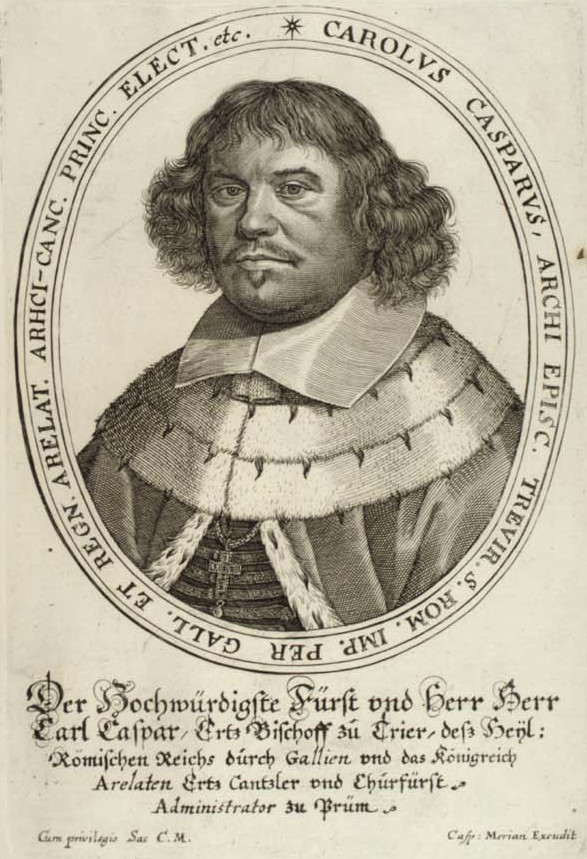
Karl Kaspar von der Leyen, Kurfürst-Erzbischof von Trier (1652–1676)
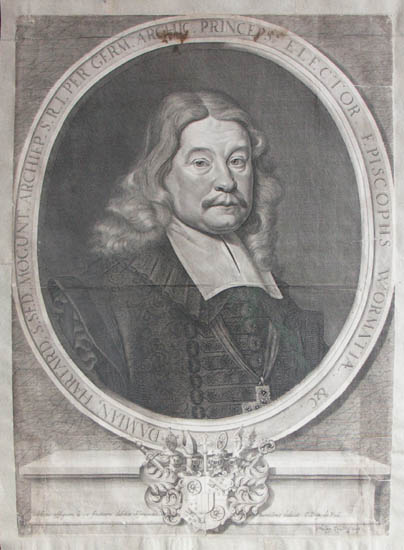
Damian Hartard von der Leyen, Kurfürst-Erzbischof von Mainz (1675–1678)
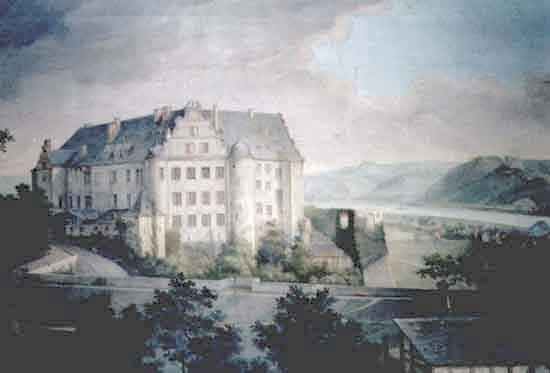
Schloss Arenfels um 1670
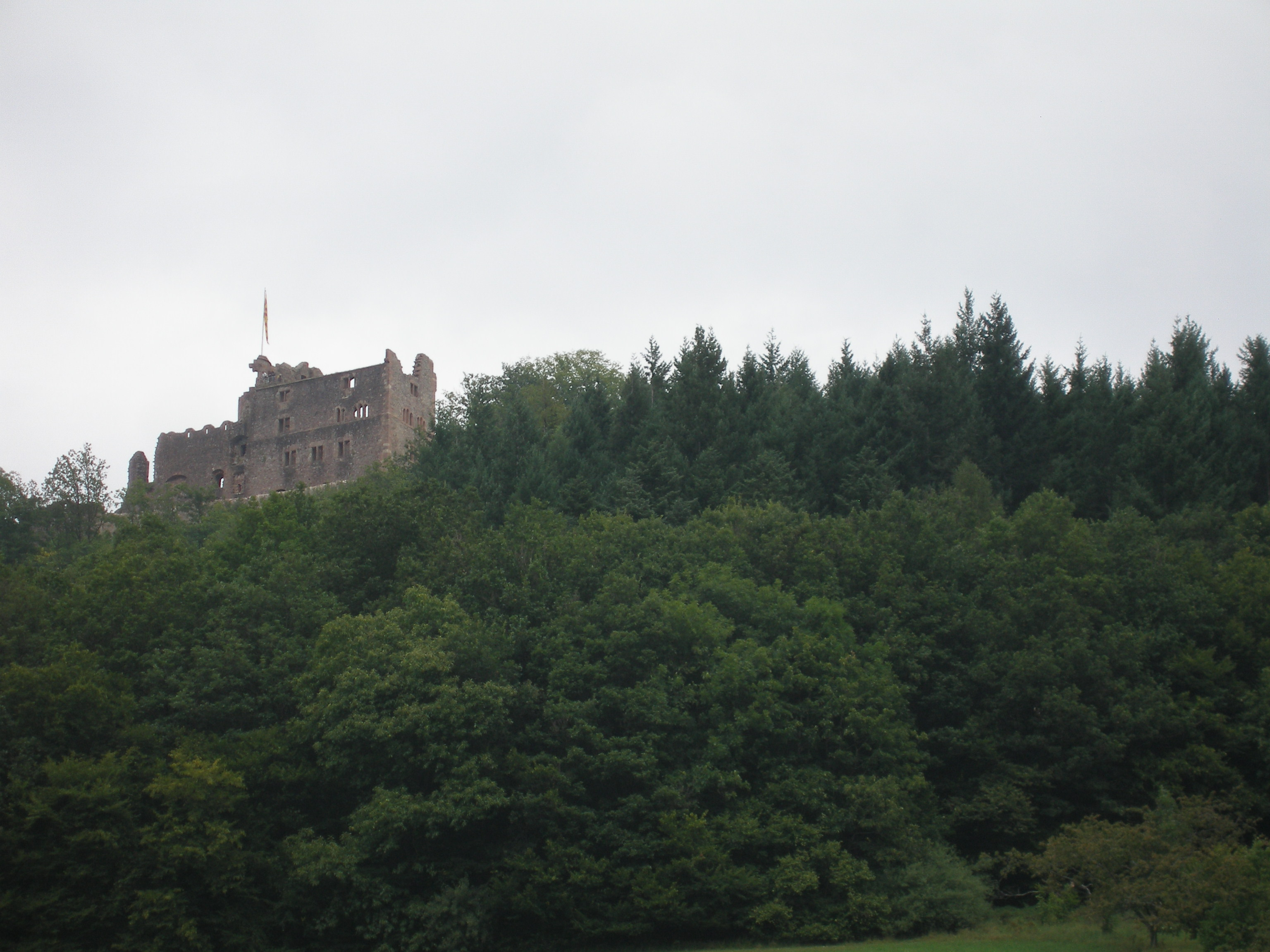
Schlossruine Hohengeroldseck

### Grafen von der Leyen

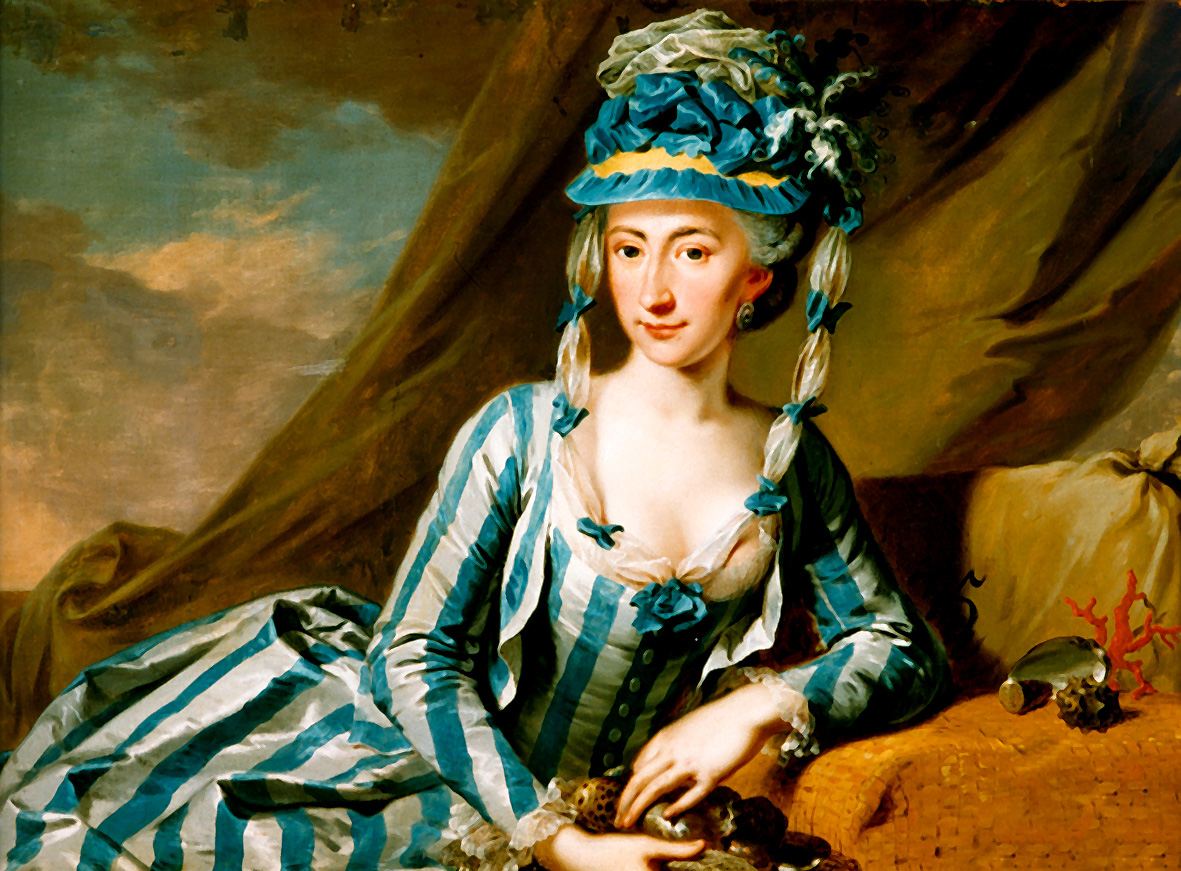
Marianne von der Leyen mit Conchilien, Gemälde um 1770

Karl Kaspar von der Leyen (* 1655; † 1739) wurde 1693 durch Kaiser Leopold I. mit der habsburgischen Herrschaft Hohengeroldseck in der Ortenau belehnt, in deren Genuss er 1697 kam. 1711 wurde er in den Reichsgrafenstand erhoben. Die Burg Hohengeroldseck war freilich schon 1689 durch französische Truppen zerstört worden, die Verwaltung der Herrschaft wurde daher auf dem nahegelegenen Schloss Dautenstein eingerichtet.
Die Hauptresidenz der Grafen von der Leyen war zunächst in Koblenz im Von der Leyen’schen Hof (Kastorhof 2), einem dreigeschossigen barocken Walmdachbau von 1725 mit spätgotischer Kapelle. 1773 wurde die Residenz auf das Schloss Blieskastel verlegt, das jedoch in den Unruhen der Französischen Revolution in den Jahren 1793/94 geplündert und zerstört wurde.

### Fürsten von der Leyen
Mit der kleinen Herrschaft Hohengeroldseck wurde Graf Philipp Franz von der Leyen als Parteigänger Napoleons am 12. Juli 1806 Gründungsmitglied des Rheinbunds und bekam zugleich den Titel Fürst von der Leyen. Mit Napoleons Fall verlor Philipp Franz 1815 sein Fürstentum. Die mediatisierte Familie behielt den Fürstentitel. 1820 erwarb Erbprinz Erwein von der Leyen das Schloss und Gut Waal als neue Residenz der Familie. Burg Adendorf wurde 1829 verkauft, der Sommersitz Schloss Arenfels 1848, ebenso Schloss Saffig. Schloss und Gut Waal – wie auch Hohengeroldseck – befinden sich bis heute im Besitz der Nachfahren.
Karl Theodor von Dalberg, Fürstprimas des Rheinbundes, war als Bruder der Reichsgräfin Marianne von der Leyen der Onkel von Fürst Philipp Franz von der Leyen.

## Wappen
Das Stammwappen zeigt in Blau einen silbernen Pfahl. Auf dem Helm mit blau-silbernen Helmdecken ein silberner Rüdenkopf zwischen einem offenen Flug, dessen Flügel mit je sieben silbernen Lindenblättern bestreut sind.
Bis Ende des 16. Jahrhunderts trägt der steigende geflügelte Rüde kein Halsband. Dieses tritt erst im 18. Jahrhundert auf, meist in roter, seltener auch in goldener Farbe, ganz vereinzelt auch in schwarz. Als Schildhalter dienen zwei sich widersehende, geflügelte Windhunde mit blauen Halsbändern.

## Liste der Herren von Blieskastel
1660 wurde Hugo Ernst von der Leyen mit der kurtrierischen Herrschaft Blieskastel belehnt. Nachfolgend eine Liste der Herren von Blieskastel aus der Linie von der Leyen – Adendorf:
| Regierungszeit | Name                                                                | Anmerkungen |
| -------------- | ------------------------------------------------------------------- | --- |
| 1657–1665      | Reichsfreiherr Hugo Ernst von der Leyen                             | Hugo Ernst ist ein Sohn des Trierer Landhofmeisters Damian von der Leyen zu Adendorf (* 1583; † 1639) und der Anna Katharina Waldbott von Bassenheim (* 1587; † 1666). Er ist Bruder der Kurfürsten Karl Kaspar von Trier (* 1618; † 1676) und Damian Hartard von Mainz (* 1624; † 1678). Hugo Ernst ist verheiratet seit 1652 mit Sophia Maria Quadt von Buschfeld.                                              |
| 1665–1687      | Reichsfreiherr Damian Adolf von der Leyen                           | Damian Adolf ist ein Sohn des Freiherrn Hugo Ernst von der Leyen. Er ist verheiratet mit Amalia Anna Franziska Reichsfreiin Raitz von Frentz († 1687). Da die Ehe kinderlos bleibt, folgt 1687 sein Bruder Karl Caspar von der Leyen in der Herrschaft Blieskastel nach. |
| 1687–1733      | Reichsfreiherr Karl Kaspar von der Leyen (* 1655; † 1739)           | Karl Caspar ist ein Sohn des Freiherrn Hugo Ernst von der Leyen. Seit 1711 Reichsgraf von Hohengeroldseck (im nördlichen Schwarzwald) mit Sitz im Reichstag. Karl Caspar ist seit 1687 mit Maria Sophie Reichsfreiin von Schönborn (* 1670; † 1742) verheiratet. Ihr Vater Melchior Friedrich ist seit 1701 Reichsgraf.                                                                                           |
| 1733–1760      | Reichsgraf Friedrich Ferdinand Franz von der Leyen (* 1709; † 1760) | Er ist ein Sohn des Reichsgrafen Karl Casper von der Leyen. Bevor Graf Friedrich Ferdinand das Leyensche Gesamterbe in Koblenz seit 1739 regieren kann, residiert er bereits von 1733 bis 1739 in Blieskastel. 1739 folgt er seinem Vater in der Regierung aller Territorien der Reichsgrafen von der Leyen. Friedrich Ferdinand Franz ist seit 1733 mit Maria Charlotte Auguste Gräfin von Hatzfeld verheiratet. |
| 1760–1775      | Reichsgraf Franz Karl von der Leyen (* 1736; † 1775)                | Er ist ein Sohn des Reichsgrafen Friedrich Ferdinand Franz. Graf Franz Karl hat noch zwei Brüder: Damian Friedrich und Franz Erwein, Grafen von der Leyen. 1773 verlegte das Reichsgrafenpaar Franz Karl und Marianne von der Leyen, geb. von Dalberg, die Residenz von Koblenz nach Blieskastel. |
| 1775–1791      | Reichsgräfin Marianne von der Leyen (* 1745; † 1804)                | Sie ist seit 1765 Ehefrau des Reichsgrafen Franz Karl von der Leyen (* 1736; † 1775), als Witwe Regentin in Blieskastel für ihren minderjährigen Sohn Graf Philipp Franz (* 1766; † 1829). |
| 1791–1793      | Reichsgraf Philipp Franz von der Leyen (* 1766; † 1829)             | De facto ist er in Blieskastel weiterhin durch seine Mutter, Reichsgräfin Marianne, vertreten, die jedoch 1793 vor den Franzosen flieht. |

## Territorialbesitz der Reichsgrafen von der Leyen
Die nachfolgende Liste gibt den Territorialbesitz der Reichsgrafen von der Leyen für den Stand des Jahres 1793 wieder:
Territorien links des Rheins

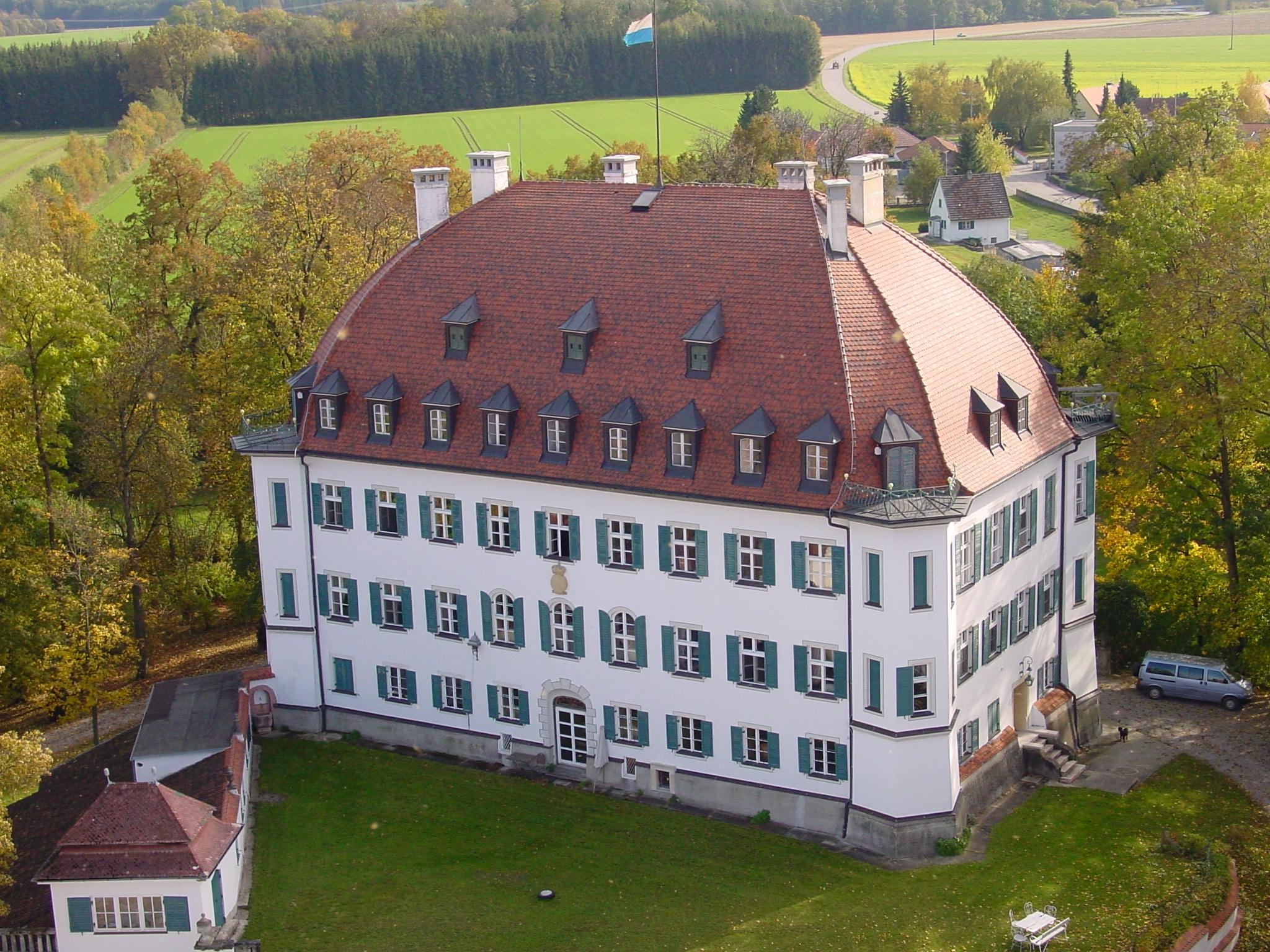
Schloss Waal, seit 1820 Sitz der Fürsten von der Leyen und zu Hohengeroldseck

Der Territorialbestand der Reichsgrafen von der Leyen links des Rheins am Vorabend der Eroberungen durch das revolutionäre Frankreich belief sich auf 66 sehr verstreut liegende Ortschaften mit insgesamt knapp 19.000 Einwohnern. Die zusammenhängenden Gebiete im Einzelnen waren:
- Reichsunmittelbare Herrschaft Blieskastel mit St. Ingbert, 38 Orte, 11.104 Einwohner
- Reichsunmittelbare Herrschaft Münchweiler am Glan, 7 Orte, 1.461 Einwohner
- Reichsunmittelbare Herrschaft Otterbach und Sambach, 2 Orte, 395 Einwohner
- Reichsunmittelbare Herrschaft Burrweiler und Wernersberg, 4 Orte, 1827 Einwohner
- Reichsunmittelbare Herrschaft Oberkirchen bei St. Wendel, 5 Orte, 746 Einwohner
- Reichsunmittelbare Herrschaft Leiningen im Hunsrück, 4 Orte, 1204 Einwohner
- Reichsunmittelbare Herrschaft Adendorf bei Bonn, 3 Orte, 1361 Einwohner
- Herrschaft Saffig mit Kalenborn und Eppenberg, 3 Orte, 607 Einwohner

Territorien rechts des Rheins
- Herrschaft Nievern an der Lahn. 1629 erwarben die Grafen von der Leyen das Kirchspiel und verloren es 1804 an Nassau.
- Standesherrschaft Geroldseck bei Lahr im Schwarzwald mit dem Hauptort Seelbach. Diese Herrschaft war der Rest des Territorialbesitzes, den der von Kaiser Napoleon gefürstete Reichsgraf Philipp von der Leyen noch besaß, als er 1806 mit diesem Fürstentum von der Leyen dem Rheinbund beitrat. 1815 ging dieser Territorialbesitz auf dem Wiener Kongress zunächst an das Kaisertum Österreich verloren und fiel dann 1819 endgültig an das Großherzogtum Baden. Als standesherrliche Familie war das Oberhaupt der Familie Mitglied in der Ersten Kammer der Badischen Ständeversammlung.

## Liste der Fürsten von der Leyen
Die nachfolgende Liste der Fürsten von der Leyen und der Chefs des Hauses seit 1918 folgt den Angaben bei E. Klitscher:
| Dauer des Titels | Name                                                              | Anmerkungen |
| ---------------- | ----------------------------------------------------------------- | --- |
| 1806–1815/1829   | Fürst Philipp Franz Wilhelm Ignaz von der Leyen (* 1766; † 1829)  | 1801: durch Herzog Friedrich August von Nassau belehnt mit Schloss Arenfels 1806: Erhebung zum Fürsten von der Leyen auf Betreiben seines Onkels Karl Theodor von Dalberg 1815: Mit dem Abschluss des Wiener Kongresses wird das Fürstentum von der Leyen mediatisiert. Philipp war verheiratet mit Sophia Theresia Walpurgis Gräfin von Schönborn-Buchheim (* 1772 † 1810 infolge des Brands im Schwarzenbergpalais, Paris) |
| 1829–1879        | Fürst Karl Eugen Damian Erwein I. von der Leyen (* 1798; † 1879)  | 2. Fürst von der Leyen und Graf von Hohengeroldseck Erwirbt das Rittergut Waal-Unterdiessen in Schwaben. 1817: in die Fürstenklasse des Königreichs Bayern immatrikuliert Verheiratet mit Sophie Therese Johanna Gräfin von Schönborn-Buchheim (* 1798; † 1876) |
| 1879–1882        | Fürst Philipp Franz Erwein Theodor von der Leyen (* 1819; † 1882) | 3. Fürst von der Leyen Verheiratet mit Adelheid Caroline Prinzessin von Thurn und Taxis (* 1829; † 1888) |
| 1882–1920        | Fürst Erwein II. Theodor Philipp von der Leyen (* 1863; † 1938)   | 4. Fürst von der Leyen (bis 1920) Verheiratet mit Marie Charlotte Prinzessin zu Salm-Reifferscheidt (* 1867; † 1944) |

## Liste der Chefs des Hauses von der Leyen
| Dauer des Titels | Name                                                              | Anmerkungen |
| ---------------- | ----------------------------------------------------------------- | --- |
| 1920–1938        | Erwein Theodor Philipp Fürst von der Leyen (* 1863; † 1938)       | Für seine Zeit als Standesherr im Königreich Bayern siehe oben |
| 1938–1970        | Erwein Otto Philipp „Fürst“ von der Leyen (* 1894; † 1970)        | Verheiratet mit Donna Maria Nives Ruffo (* 1898; † 1971), Tochter des Antonio Ruffo, Fürsten della Scaletta und der Ludovica Prinzessin Borghese |
| 1970–            | Philipp Erwein Prinz von der Leyen u. zu Hohengeroldseck (* 1967) | (Sohn des Georg Freiherr von Freyberg zu Eisenberg und der Marie Adelheid Prinzessin von der Leyen u. zu Hohengeroldseck. Führt infolge der 1969 erfolgten Adoption durch seinen Großvater Erwein Otto Philipp den Familiennamen weiter. Besitzer der Schlösser Waal und Hohengeroldseck.) Verheiratet mit Elisabeth Freiin von Gagern |

## Andere Adelsgeschlechter von der Leyen
In der Umgebung der Mosel traten mehrere Adelsfamilien auf, die sich „von Leyen“ oder „von der Leyen“ nennen, sich jedoch alle durch ihre Wappen unterscheiden (von der Leyen aus Ürzig, von Leyen von Ockenfels, von Leyen von Burg Layen in Rümmelsheim). Ferner besteht bis heute die 1786 geadelte Krefelder Seidenindustriellenfamilie von der Leyen, zu der auch die Linie der Freiherren von der Leyen zu Bloemersheim gehört.